# 15. ceremonia wręczenia nagród Brytyjskiej Akademii Filmowej
15. ceremonia rozdania nagród Brytyjskiej Akademii Sztuk Filmowych i Telewizyjnych.
Najwięcej statuetek otrzymał film Smak miodu (4).

## Laureaci
Laureaci oznaczeni są wytłuszczeniem

### Najlepszy film
- Bilardzista i Ballada o żołnierzu
- Apur Sansar
- W kleszczach lęku
- The Long and the Short and the Tall
- Przybysze o zmierzchu
- Smak miodu
- Dziura
- Złudne nadzieje
- Wyrok w Norymberdze
- Rocco i jego bracia

### Najlepszy aktor
- Paul Newman − Bilardzista
- Władimir Iwaszow − Ballada o żołnierzu
- Alberto Sordi − Najlepszy z wrogów
- Montgomery Clift − Wyrok w Norymberdze
- Maximilian Schell − Wyrok w Norymberdze
- Sidney Poitier − Rodzynek w słońcu
- Philippe Leroy − Dziura

### Najlepszy brytyjski aktor
- Peter Finch − No Love for Johnnie
- Dirk Bogarde − Ofiara

### Najlepsza aktorka
- Sophia Loren − Matka i córka
- Piper Laurie − Bilardzista
- Claudia McNeil − Rodzynek w słońcu
- Annie Girardot − Rocco i jego bracia
- Jean Seberg − Do utraty tchu

### Najlepsza brytyjska aktorka
- Dora Bryan − Smak miodu
- Deborah Kerr − Przybysze o zmierzchu
- Hayley Mills − Whistle Down the Wind

### Najlepszy brytyjski film
- Smak miodu
- W kleszczach lęku
- Przybysze o zmierzchu
- The Long and the Short and the Tall
- Whistle Down the Wind

### Najlepszy brytyjski scenariusz
- Wolf Mankowitz i Val Guest − Dzień, w którym Ziemia stanęła w ogniu i Tony Richardson i Shelagh Delaney − Smak miodu